# 하우키푸다스

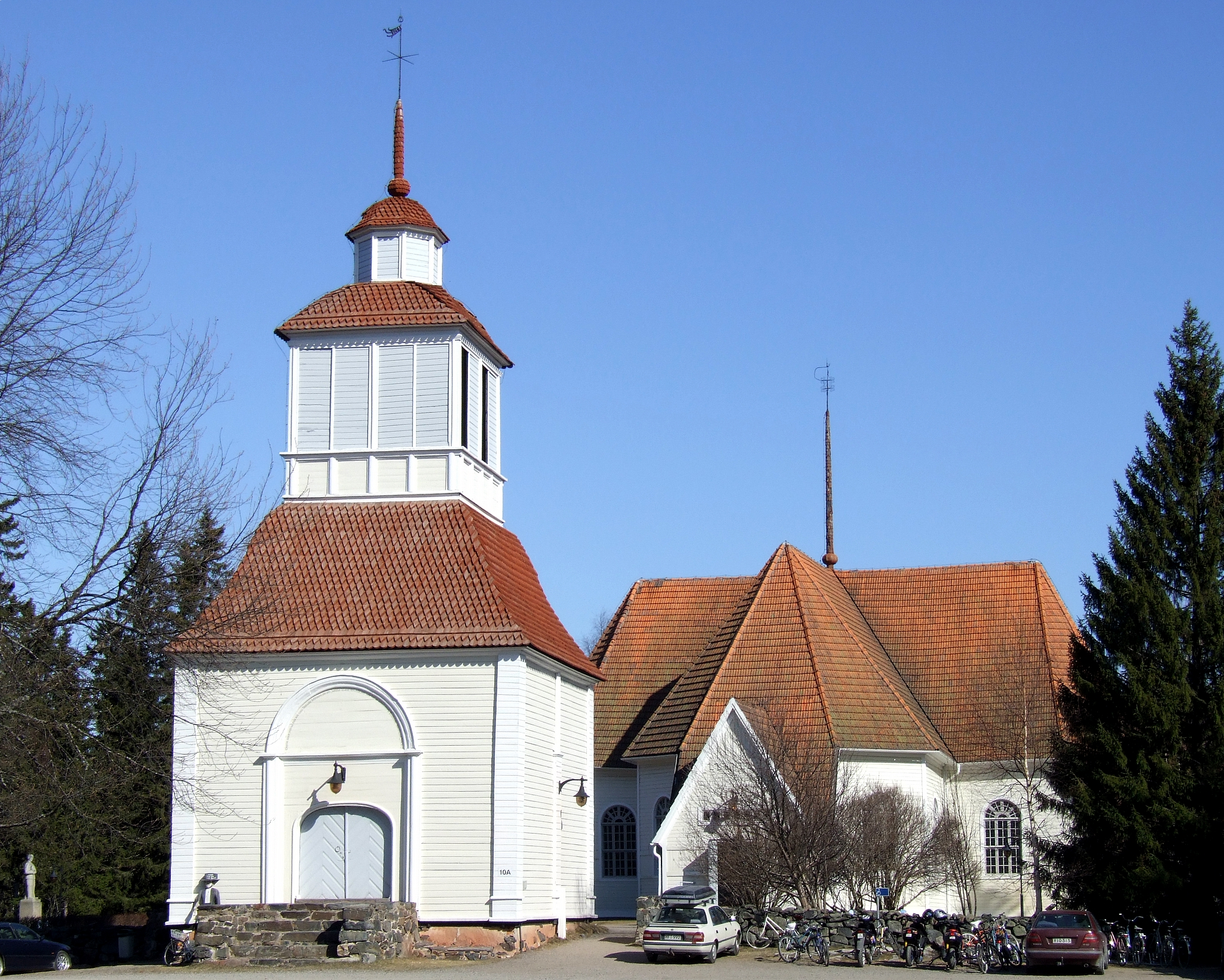
하우키푸다스 교회와 종탑

하우키푸다스의 위치

하우키푸다스(핀란드어: Haukipudas)는 핀란드 북포흐얀마 지역에 위치한 도시로 면적은 1,023.62km2, 인구는 19,053명(2012년 기준), 인구 밀도는 23.86명/km2이다. 보트니아만 연안과 접한다. 2013년 1월 1일을 기해 오울루에 통합되었다.

시 문장